# モンテカルヴォ・ヴェルシッジャ
モンテカルヴォ・ヴェルシッジャ（伊: Montecalvo Versiggia）は、イタリア共和国ロンバルディア州パヴィーア県にある、人口約500人の基礎自治体（コムーネ）。

## 地理

### 位置・広がり

#### 隣接コムーネ
隣接するコムーネは以下の通り。
- コッリ・ヴェルディ (カネヴィーノ)
- ゴルフェレンツォ
- リーリオ
- モンタルト・パヴェーゼ
- ロッカ・デ・ジョルジ
- サンタ・マリーア・デッラ・ヴェルサ
- ヴォルパーラ

### 気候分類・地震分類
気候分類では、zona F, 3189 GGに分類される。
また、イタリアの地震リスク階級 (it) では、zona 3 (sismicità bassa) に分類される
。

## 行政

### 分離集落
モンテカルヴォ・ヴェルシッジャには、以下の分離集落（フラツィオーネ）がある。
- Bagarello, Carolo, Casella, Castelrotto, Cerchiara, Colombato, Crocetta, Francia, Michelazza